# Frank Beard
Frank Lee Beard (ur. 11 czerwca 1949) – perkusista amerykańskiego trio rockowego ZZ Top, kompozytor i autor tekstów, były członek zespołów The Cellar Dwellers, The Hustlers, The Warlocks i American Blues.

## Życiorys

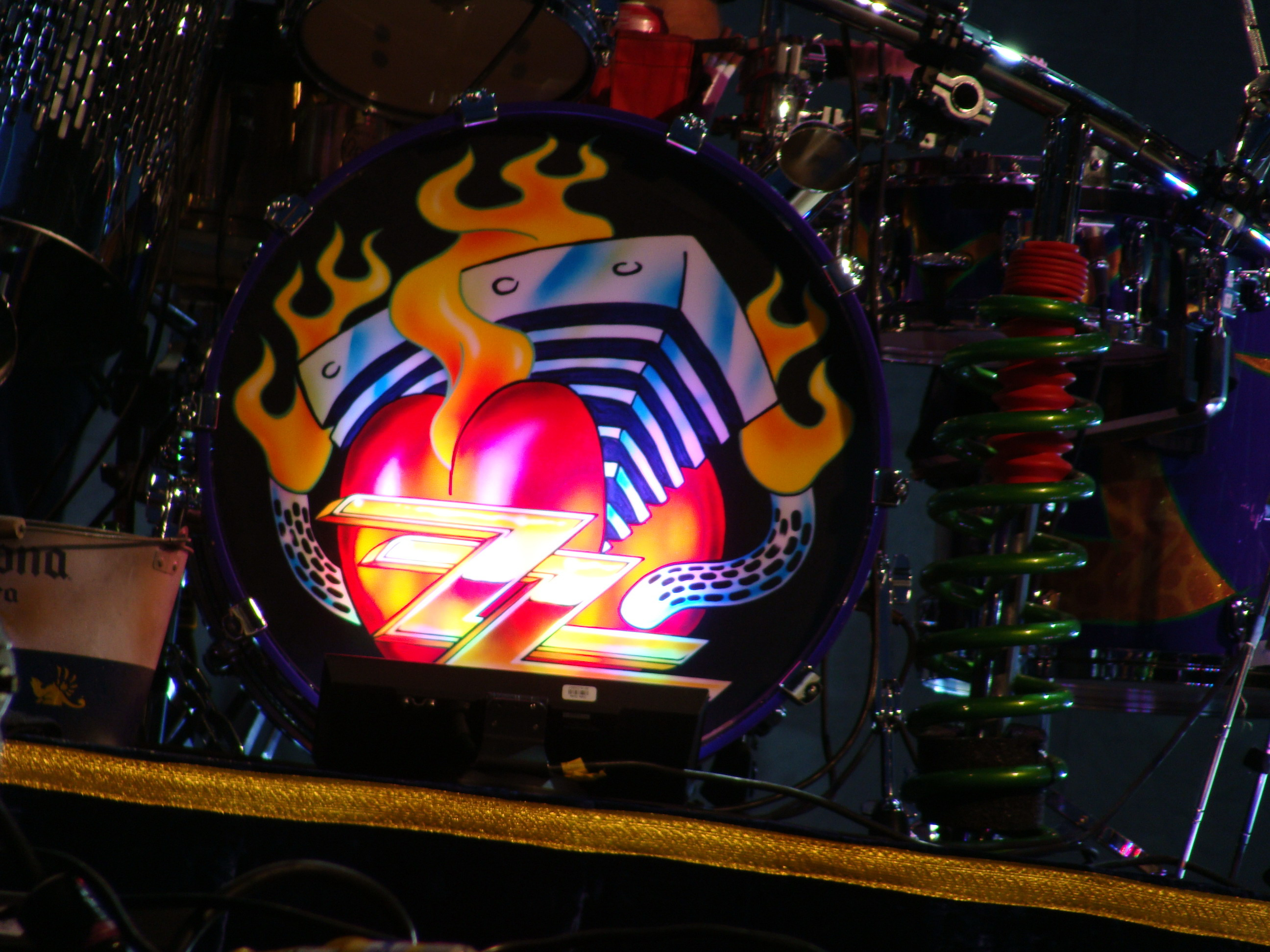
Zestaw perkusyjny z logiem ZZ Top, Bilbao BBK Live 2008

Frank Beard urodził się w Frankston w stanie Teksas, gdzie uczęszczał do Irving High School w Irving. Pod koniec 1969 roku dołączył do gitarzysty i wokalisty ZZ Top – Billy'ego Gibbonsa, którego przedstawił także basiście Dusty'emu Hillowi. Beard i Hill grali ze sobą już dużo wcześniej w kilku różnych formacjach (m.in. American Blues). Współpraca trójki muzyków zaowocowała pierwszym albumem długogrającym grupy zatytułowanym ZZ Top's First Album. Płyta została wydana nakładem London Records w styczniu 1971 roku. Wówczas ukształtował się również charakterystyczny styl zespołu oscylujący wokół Texas boogie-blues-rock. Początkowo Beard występował w zespole pod pseudonimem Rube (Rube Beard). Od albumu Fandango! wydanego 18 kwietnia 1975 roku jego pełne imię i nazwisko widnieje na prawie wszystkich albumach zespołu.
Muzyk jest współautorem wielu przebojów grupy (w tym takich utworów jak „Gimmie All Your Lovin'”, „Sharp Dressed Man” oraz „Tush”) oraz najdłużej grającym członkiem zespołu zaraz po Billym Gibbonsie.

## Życie osobiste
Beard był żonaty z Catherine Alexander od kwietnia 1978 do lipca 1981 roku, kiedy się rozwiedli. W listopadzie 1982 roku ożenił się z Debbie Meredith, z którą jest związany do dzisiaj – mają troje dzieci. Mieszka w Richmond w Teksasie, gdzie jest właścicielem i operatorem Top 40 Ranch. Jest golfistą, znanym lokalnie z udziału w turniejach i imprezach społecznościowych.

## Dyskografia

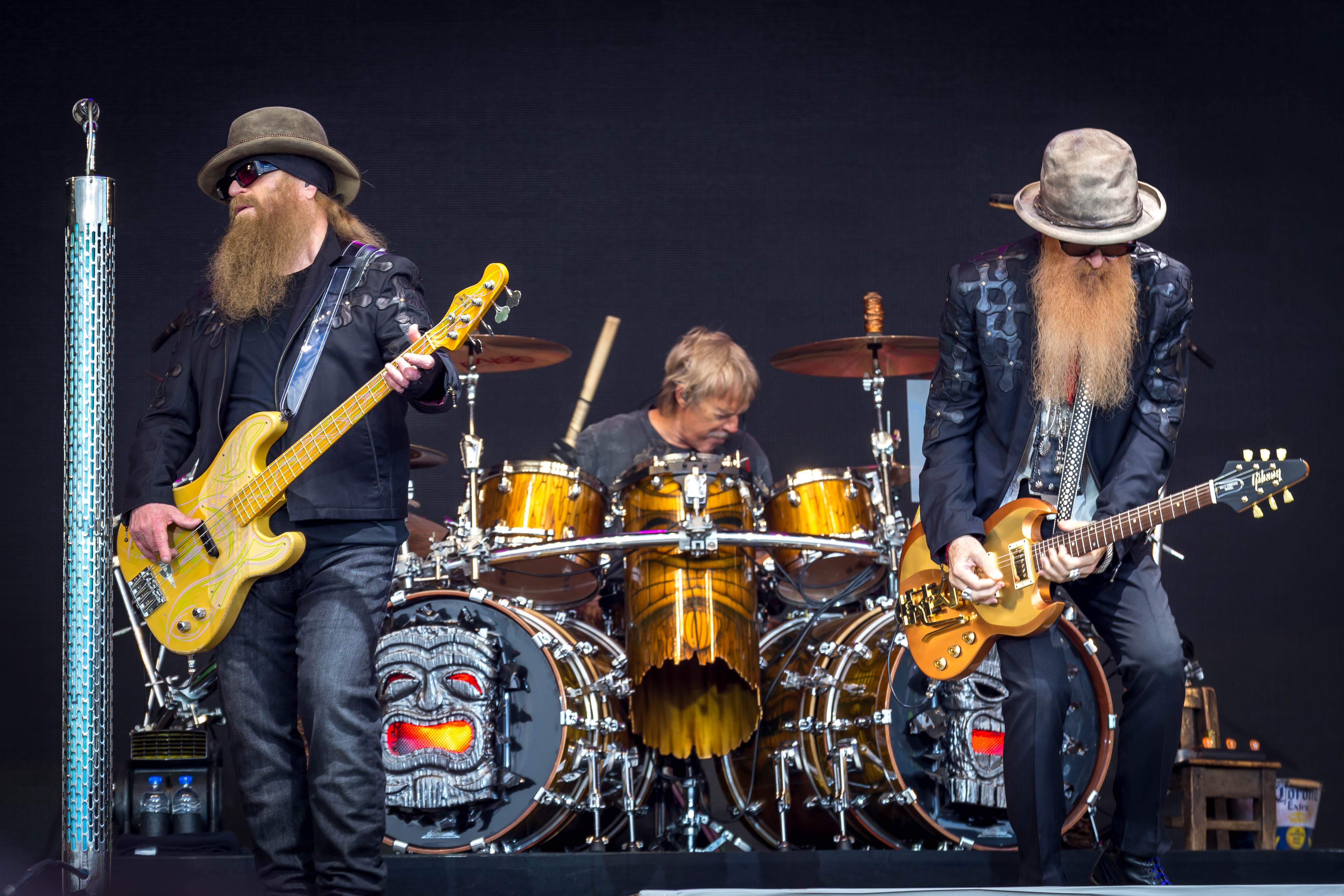
Frank Beard z zespołem ZZ Top w 2016 roku

### Albumy studyjne
- 1968 – American Blues – Is Here[3]
- 1968 – American Blues – Do Their Thing[4]

### Albumy kompilacyjne
- 2006 – American Blues, Moving Sidewalks, Warlocks, Billy Gibbons & The Blues Union – The Beginning Of ZZ Top[8]
- 2010 – Moving Sidewalks / Warlocks / American Blues – The Roots Of ZZ Top[9]

### Single
- 1966 – The Warlocks – If You Really Want Me To Stay[10]
- 1966 – The Warlocks – Splash Day[11]
- 1967 – The Cellar Dwellers – Bad Day[12]
- 1968 – American Blues – If I Were A Carpenter[13]